# Museo Comarcal de L'Horta Sud
El Museo Comarcal de L'Horta Sud "José Ferris March", situado en la ciudad de Torrente (Provincia de Valencia, España) es un centro que tiene por objeto la conservación, difusión, investigación y exposición del patrimonio cultural tradicional de la comarca de la Huerta Sur.
En el año 2017 entra a formar parte de la Red de Museos Etnológicos locales, coordinada por el Museo Valenciano de Etnología.
El museo se ubica en una antigua casa de labradores de principios del siglo XX, (concretamente fue construida en el año 1904), llamada la casa del Estudiante de Boqueta, lo que permite conocer la forma de vida de una familia cuyo trabajo estaba ligado a la tierra y en la que se distinguen tres áreas diferenciadas: la vivienda, que ocupa las dos crujías recayentes a la fachada principal, la zona ligada al trabajo del campo, situada alrededor del corral, y la tercera destinada al almacenamiento de los productos agrícolas, que ocupa la planta superior del edificio.
Estuvo ocupada aproximadamente hasta los años 80. La casa fue restaurada como museo por iniciativa de la Mancomunidad de L'Horta Sud e inaugurada en el año 2000. 3 años después se instaló la sala de exposiciones.